# Saint-Martin-sous-Montaigu
Saint-Martin-sous-Montaigu – miejscowość i gmina we Francji, w regionie Burgundia-Franche-Comté, w departamencie Saona i Loara.
Według danych na rok 1990 gminę zamieszkiwały 402 osoby, a gęstość zaludnienia wynosiła 110 osób/km² (wśród 2044 gmin Burgundii Saint-Martin-sous-Montaigu plasuje się na 527. miejscu pod względem liczby ludności, natomiast pod względem powierzchni na miejscu 1305.).